# 유 캔 댄스
《So You Think You Can Dance》(유 캔 댄스)는 미국의 폭스 방송에서 2005년 7월 20일 부터 2022년 8월 10일까지 방송된 댄스 오디션 프로그램이다.

## 개요
미국 각지에서 숨겨진 댄서들을 오디션을 통해 발굴하는 프로그램이다. 2009년 12월 9일(현지시간) 국내 가수로는 최초로 원더걸스가 출연했다.

## 논란
2009년 9월 29일에 방송된 《유 캔 댄스》에서 한 여자 출연자가 언더웨어를 입지 않아 성기 노출 방송 사고가 났다. 이에 대해 제작진은 살색 의상을 입었으며 하반신 노출이 없었다며 해명을 하였지만 네티즌의 비난을 받고 있다. 생방송도 아닌 프로그램에서 편집도 없이 그대로 방영되었기 때문에 문제가 더욱 커졌다. 미국에서는 이 방송 사고를 최악의 방송사고라고 평가했다.